# Paramiella incisa
Paramiella incisa је пуж из реда Architaenioglossa и фамилије Neocyclotidae. 

## Угроженост
Подаци о распрострањености ове врсте су недовољни.

## Распрострањење
Микронезија је једино познато природно станиште врсте.

## Станиште
Врста Paramiella incisa има станиште на копну.